# UniBanco
UniBanco Ecuador (Banco Universal S.A.) fue una entidad financiera creada en 1994 por un grupo de accionistas ecuatorianos y extranjeros que compró el Banco de Cooperativas, entidad que aglutinaba a más de 180 cooperativas y que funcionaba desde 1964.
Para el año 1994 las instituciones financieras se habían concentrado en proveer sus productos y servicios a segmentos de la población que ya se encontraban incluidos en el Sistema financiero ecuatoriano, razón por la cual el Banco Universal S.A. UniBanco centró la naturaleza de su negocio en atender las necesidades financieras de aquellos grupos poblacionales que no habían tenido alternativas de financiamiento formal, a través de microcréditos de consumo y productivo.
Hasta la actualidad el Banco Universal S.A. UniBanco ha "bancarizado" (hacer a las personas clientes de los bancos) a más de 1 millón 100 mil personas. Es el tercer banco del Ecuador en número de clientes de crédito.
actualmente se fusionó con otro banco de Ecuador llamado Banco Solidario y la razón social Unibanco S.A. ya no existe